# Microdesmidae
A Microdesmidae  a sugarasúszójú halak (Actinopterygii) osztályához és a sügéralakúak (Perciformes) rendjéhez tartozó család.

## Rendszerezés
A családba az alábbi alcsaládok és nemek tartoznak:
- Microdesminae
  - Cerdale
  - Clarkichthys
  - Gunnellichthys
- Microdesmus
  - Paragunnellichthys
  - Ptereleotrinae
  - Aioliops
  - Nemateleotris
  - Oxymetopon
  - Parioglossus
  - Ptereleotris